# فوضى الحواس
فوضى الحواس هي رواية للروائية أحلام مستغانمي صدرت عام 1997 عن دار نوفل للنشر.

## ملخص
تبدأ القصة برواية عن رجل ذو فلسفة غريبة "
«فوضوية» يلتقى بامرأة «ضعيفة نوعاً ما»، تستمر القصة بهذا المنحى عدة صفحات حتى تتدخل الكاتبة في النص. تكتشف الكاتبة فيما بعد تطابقاً عجيباً بين روايتها والواقع؛ حيث تجد أن صالة السينما التي أعدت اللقاء فيها موجودة حقا وأنها تعرض فيلماً في وقت الموعد نفسه. تجد الكاتبة نفسها مدفوعة بالفضول لحضور الفيلم وإذ بها تجد الشخص بطل الرواية.
وتبدأ الأحداث بالتداخل حينما تلتقي بمن تظن أنه «الشخص المعني» الذي يشبه بطل الجزء الأول والذي يخيل للقارى انه هو من ثلاثيتها «ذاكرة الجسد»
قصة رائعة تنقل الكاتبة بين ثناياها النضال الجزائري والمرأة الجزائرية بالإضافة إلى تراث قسنطينة.

## اقتباسات من الرواية
- «ينتهي الحب عندما نبدأ بالضحك من الأشياء التي بكينا بسببها يوماً.»
- « نحن نأتي ونمضي، دون أن نعرف لماذا أحببنا هذا الشخص دون آخر؟ ولماذا نموت اليوم دون يوم آخر؟ لماذا الآن؟ لماذا هنا؟ لماذا نحن دون غيرنا؟ ولهذا فإن الحب والموت يغذيان وحدهما كلّ الأدب العالمي. فخارج هذين الموضوعين، لا يوجد شيء يستحق الكتابة.»
- «أن تخلو بنفسك ساعتين في سيارة يقودها سائق عسكري يعود بك من موعد حب، سالكاً شوارع الغضب وأزّقة الموت، ليس سوى سقوط مفجع نحو الواقع، ووقت كافٍ للندم. يساعدك في ذلك زي التقوى الذي تلبسه .وإذا به يلبسك إذا بك تفكر ضد نفسك!»

## وصلات خارجية
- آراء القراء على موقع أبجد حول رواية فوضى الحواس